# Fernando Varela Ramos
Fernando Varela Ramos (Dos Hermanas, 1º settembre 1979) è un ex calciatore spagnolo, di ruolo difensore.

## Palmarès

### Club
- Coppa di Spagna: 1

Betis: 2004-2005

### Nazionale
- Campionato mondiale Under-20: 1

Nigeria 1999